# Citroën SM
O Citroën SM foi um automóvel que nasceu a partir de um acordo de cooperação entre a Citroën e a Maserati. A intervenção da marca italiana levou a Citroën a abandonar o projeto de construção de um "DS Sport" e decide construir o SM (Sport Maserati). Citroën apresentou o SM no Salão de Genebra, em março de 1970.
O SM tinha um motor V6 Maserati com entre 170 e 188 cv e uma suspensão hidropneumática Citroën, que permitia controlar de uma forma eficaz a potência. 
Entre 1970 e 1975 somente foram produzidas 12.920 unidades do SM.

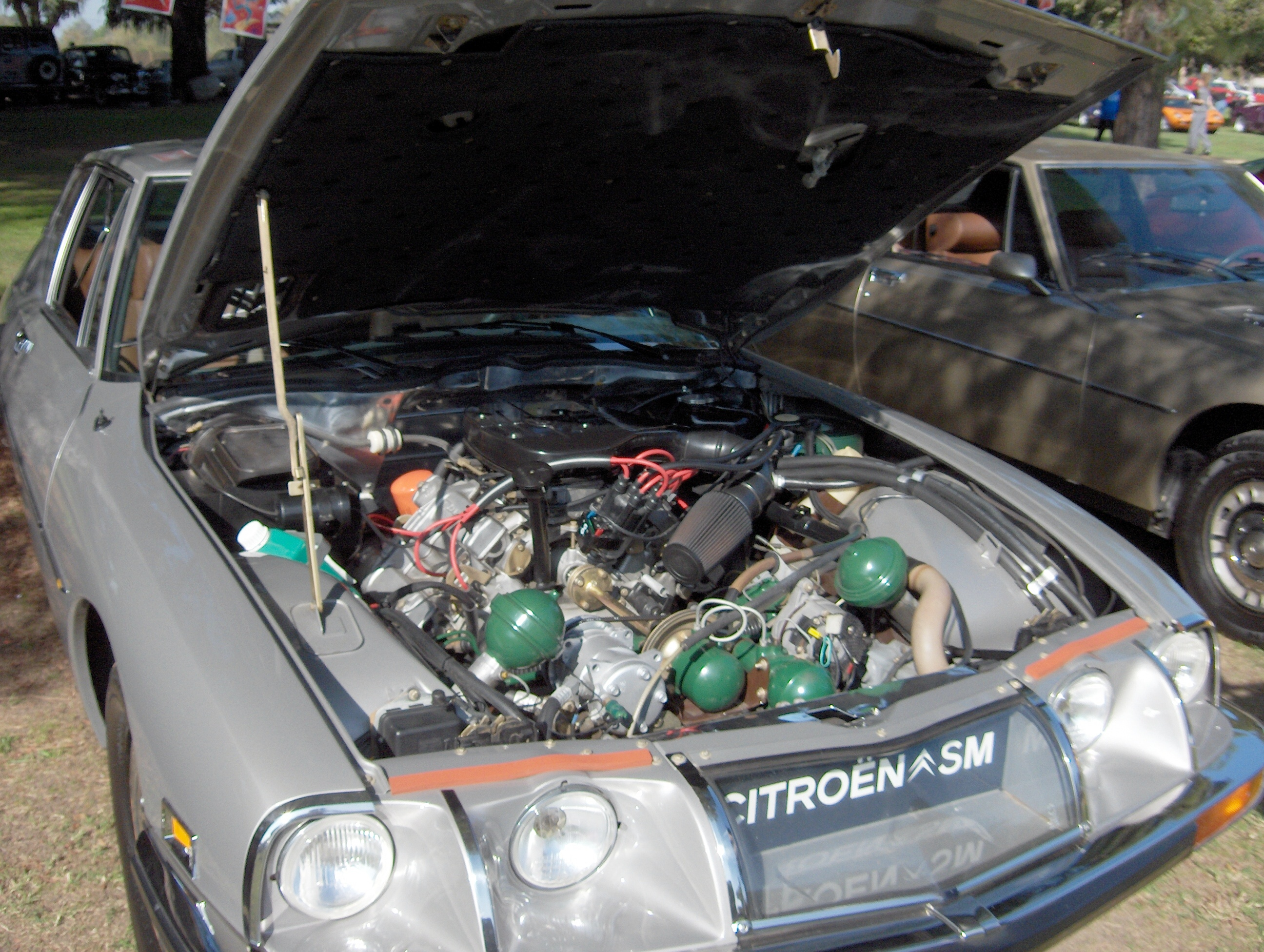

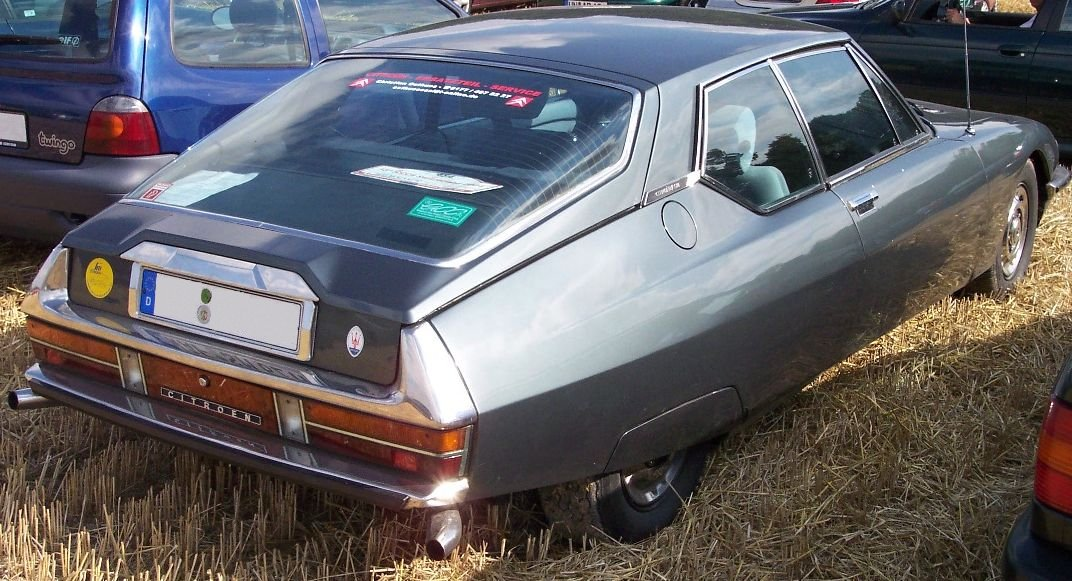